# Кандиоло
Кандиоло (итал. Candiolo) — коммуна в Италии, располагается в регионе Пьемонт, в провинции Турин.
Население составляет 5635 человек (2008 г.), плотность населения составляет 512 чел./км². Занимает площадь 11 км². Почтовый индекс — 10060. Телефонный код — 011.
Покровителем коммуны почитается святой Иоанн Креститель, празднование 24 июня.

## Демография
Динамика населения:

## Города-побратимы
- Санта-Крус, Кабо-Верде (2005)
- Пуи-су-Шарлье, Франция (2007)

## Администрация коммуны
- Официальный сайт: http://www.comune.candiolo.torino.it/